# Пленённая стая
«Пленённая стая» — болгарский художественный чёрно-белый фильм 1962 года, снятый режиссёром Дучо Мундровым.
Экранизации романа Эмила Манова «Пленено ято. Затворническа хроника» (1947).
Премьера фильма состоялась 3 сентября 1962 года.

## Сюжет
Фильм посвящён теме борьбы с фашизмом в Болгарии. Герои киноленты являются членами антифашистской боевой группы. Все шестеро преданы делу борьбы за освобождение страны от фашистов. Во время расследования, полиция, благодаря хитрой интриге провоцирует одного из них на то, что кто-то из его товарищей агент-провокатор. Подозрение опутывает всю группу. После мучительной внутренней борьбы побеждает доверие: каждый из героев скорее готов умереть, чем поверить в недоказанную вину одного из своих товарищей и предать их.

## В ролях
- Пётр Слабаков — Антон
- Димитр Буйнозов — Борис
- Стефан Илиев — Владимир
- Асен Кисимов — Пётр
- Кирилл Ковачев — Христо
- Атанас Великов — Василь
- Лили Райнова
- Надежда Вавачиева
- Божидар Дьяков
- Магда Колчакова
- Симеон Йотов
- Кина Дашева
- Митко Виденов
- Росица Славчева

## Награды
- Номинант награды «Золотая пальмовая ветвь» Каннского кинофестиваля 1962 года.
- Премия за лучший фильм на Фестивале болгарского кино (Варна, 1962).
- Премия за лучшую мужскую роль Пётр Слабаков на Фестивале болгарского кино (Варна, 1962).